# Juan Carlos Oblitas
Juan Carlos Oblitas Saba (Mollendo, 16 febbraio 1951) è un allenatore di calcio ed ex calciatore peruviano, di ruolo attaccante.
Da giocatore era schierato nel ruolo di ala sinistra.

## Carriera
Era un'ala sinistra che ha giocato in Perù, Spagna, Messico ed  Belgio.
Con la Nazionale peruviana prese parte al campionato del mondo 1978 e al campionato del mondo 1982 e conquistò la Coppa America 1975.

## Palmarès

### Giocatore

#### Club

##### Competizioni nazionali
- Campionato peruviano: 6

Universitario: 1969, 1971, 1974, 1985
Sporting Cristal: 1979, 1980
- Campionato belga di seconda divisione: 1

Seresien: 1982

#### Nazionale
- Copa America: 1

1975

### Allenatore

#### Club

##### Competizioni nazionali
- Campionato peruviano: 4

Universitario: 1987
Sporting Cristal: 1991, 1994, 1995
- Campionato ecuadoriano: 1

LDU Quito: 2005

#### Nazionale
- Kirin Cup: 1

Perù: 1999